# آموزش عشایری در ایران

## تاریخچه

### بنیان و سابقه تاریخی آموزش عشایر
طبق اسناد معتبر تاریخی، بنیان‌گذار و پدر آموزش عشایری حداقل از هفتصد سال پیش، سلطان محمد خدابنده الجایتو بوده‌است. به دستور وی مدرسه سیار عشایری ایجاد شد که همراه با اردوی سلطان در ییلاق و قشلاق در حرکت بوده و هیئت تعلیم و محصلان و اطرافیان آن می‌بایستی همراه سلطان خدابنده در حرکت باشند؛ بنابراین مدرسه متحرکی به وجود آمد که وصاف شیرازی، صاحب کتاب تاریخ وصاف، آن را «مدرسه سیار سلطانی» خوانده است ولی سیستک آموزش نوین عشایر ایران توسط رضاشاه ایجاد شد.

### چادر سفید مدارس عشایری در دوران قاجار
وجود مدرسه عشایری (مکتب خانه) در ایلات و عشایر سابقه طولانی دارد. در کتاب «یادمانده‌ها» نوشته محمدحسین قشقایی به سابقه طولانی وجود مدارس عشایری در دوران ایلخانی صولت‌الدوله قشقایی و برپایی چادر سفید به عنوان چادر مدرسه، در کنار سیاه چادرهای عشایر اشاره شده‌است. وی می‌نویسد:
«در ایل قشقایی [در دوران صولت‌الدوله] هر بُنکو (شامل سی چهل خانوار که با هم نسبت خویشاوندی داشتند) یک معلم داشت که حقوق او به صورت مشترک پرداخت می‌شد. مطمئناً در آن‌زمان باسوادانِ ایلِ در حالِ کوچ، بسیار زیادتر از اهالی دهات بودند. صولت‌الدّوله سعی داشت که بچه‌ها و جوانان قشقایی باسواد شوند. او همواره کلانتران و رؤسای بنکوها را به گرفتن معلم و باسواد کردن فرزندانشان تشویق می‌کرد.»
تا قبل از سال ۱۳۰۷ که مدارس عشایری مدرن دولتی در قالب دارالتربیه عشایری احداث شود، سواد آموزی مدرن در بین کوچ نشینان رواج نداشت بلکه سواد آموزی به شکل سنتی بود. بدین صورت که افراد ثروتمند از یک ملا یا میرزا دعوت می‌کردند که به فرزندان آنان سواد بیاموزد. حقوق وی را با هم اولیای فرزندان تأمین می‌کردند.

### تدریس در مدارس عشایری
«سواد آموزی مدرن در بین کوچ نشینان رواج نداشت بلکه سواد آموزی به شکل سنتی و در قالب «مکتب خانه» بوده‌است. معمولاً افراد ثروتمند از یک «ملا» یا «میرزا» دعوت می‌کردند که به فرزندان آنان سواد بیاموزد. حقوق وی را با هم اولیاء فرزندان تأمین می‌کردند. مواد درسی شامل قرائت قرآن کریم، شاهنامه فردوسی، گلستان سعدی، دیوان حافظ، داستان فلک ناز و حیدربک و مثل این‌ها بود. حساب سیاق هم جزئی از برنامهٔ درسی آنان بود. امتحان و نمره در این نظام وجود نداشت. سوادآموزی به شکل مدرن در سال ۱۳۰۸ با عنوان دارالتربیه عشایری توسط رضاشاه پهلوی تأسیس شد».

### روش‌های تدریس و برنامه‌ریزی  عشایری
پس از شکل‌گیری مدارس مدرن دولتی، ابتدا نحوه و روش‌های تدریس در مدارس عشایری بر اساس اصول و چارچوب رایج در سایر مدارس دولتی شکل گرفت و تا جنگ دوم جهانی ادامه یافت. بعد از جنگ جهانی دوم، با تثبیت وضعیت کشور، برنامه آموزش عشایر توسعه یافت و در زمان وزارت دکتر حسابی چارچوب روش‌های تدریس پایه‌ریزی شد.
سپس با شکل‌گیری برنامه اصل چهار ترومن و قرارداد همکاری با ایران در سال ۱۹۵۰ (سال ۱۳۲۹شمسی) آقای گلن گیگن به عنوان مسئول آموزش عشایری به ایران فرستاده شد و مطالعات صحرایی لازم از سوی کارشناسان آمریکایی صورت گرفت و برنامه‌های بعدی آموزش عشایر بر این پایه استوار شد.
بر اساس نتایج مطالعه صحرایی (نظرسنجی) که از ورود کارشناسان آموزشی در سال ۱۹۵۱ تا سال ۱۹۵۳ صورت گرفت، آقای گیگن دریافت که مردان باسواد شهری، معلمین مناسبی برای عشایر نیستند. آقای گیگن در سال ۱۹۵۳ (۱۳۳۲ شمسی) می‌نویسد: «معلم عشایری باید با خانواده‌هایی که برای تدریس به آن‌ها می‌رود آشنا و شناخته شده باشد، توسط خان پذیرفته شده باشند و تمایل داشته باشند که در ایل بمانند و در فعالیت‌های روزمره عشایری مشارکت نمایند؛ بنابراین یک پسر شهری هر چند هم که معلم خوبی باشد برای اینکار مناسب نیست. همچنین مسیر کوچ برخی طوایف عشایر قشقایی بسیار طولانی است. مثلاً طایفه شش بلوکی در هر مسیر کوچ (ییلاق تا قشلاق) حدود ۴۰۰ مایل طی می‌کند؛ بنابراین مدرسه عشایری باید سبک و قابل حمل باشد. یک چادر کوچک برای نشستن ۲۰ کودک، یک فرش، یک تخته سیاه، یک میز برای معلم و کتاب برای این مدرسه سیار کافی است. چنین مدرسه‌ای در مدت ده دقیقه قادر به بارگیری و حمل بر پشت اسب خواهد بود.

## آموزش عشایری در دوران معاصر
تعالی

### استادمربوط:دکتر سرداریزاده
اگرچه در سطح شهرهای بزرگ کشور، مراکز علمی نظیر دارالفنون و مدرسه‌های «میرزا حسن تبریزی» معروف به «رشدیه» (سال ۱۲۶۰ شمسی) تأسیس شده بود که به خاطر برپایی آن‌ها از سوی افراد خیر و نیکوکار و تأمین مخارج از محل هدایا و موقوفات و ماهیانه دانش آموزان، «مدارس ملی» نامیده می‌شده‌است، اما در مقابل این مدارس، در سال‌های بعد، به خصوص بعد از تصویب قانون فرهنگ در ۱۲۹۰ شمسی، به تدریج «مدارس دولتی» نیز در کشور شکل گرفتند.
بعد از کودتای ۱۲۹۹ شمسی، توسعه مدارس دولتی توسط رضا شاه شدت گرفت و جهت تأسیس مدارس دولتی به خصوص در نواحی مرزی از سوی دولت نظامی پهلوی دستور ویژه‌ای صادر می‌شود. در اجرای این دستور فرمانده‌هان مناطق سرحدی مغان هم در این خطه اقدام به تأسیس مدرسه دولتی می‌نمایند.
در این دوران در ارتباط با مدارس عشایری نیز اقداماتی آغاز شد. برای مثال، در سال‌های ۱۳۰۱ تا ۱۳۰۷ نمایندگی فرهنگ (آموزش و پرورش) کازرون به عهده آقای میرزا عباس سعادت کارمند رسمی وزارت آموزش و پرورش (معارف آن روز) واگذار شد. در زمان او یک مدرسه عشایری در ایل قشقایی (در طایفه کشکولی) و یک دبستان دخترانه در کازرون افتتاح شد و مدارس موجود با افتتاح کلاس‌های جدید وسعت یافتند.
سید حسن مدرس در سال ۱۳۰۳ در مخالفت با سیاست تخته قاپو و اسکان عشایر در پیامی که به دست رحیم‌زاده صفوی، مدیر روزنامه آسیای وسطی، برای احمدشاه فرستاد، نوشت: «آیا تربیت ایلات غیر از تخته قاپو راهی ندارد؟ آیا نمی‌توان برای ایلات مدارس سیار عشایری و برنامهٔ متناسب درست کرد که اصول وطن‌پرستی و مسایل صحی و بهداری و وسایل ضروری فلاحتی به آن‌ها آموخته شود.» -->

### ایجاد سیستم آموزش عشایری و تأسیس اولین مدارس شبانه‌روزی عشایری به وسیله دولت ایران- سال ۱۳۰۷
ایجاد مدرسه شبانه‌روزی عشایری (دارالتربیه عشایری) از اقداماتی است که در دوران رضاشاه انجام شده‌است. احداث مدارس عشایری از سال ۱۳۰۵ خورشیدی مطرح شد و از طرف تیمسار سپهبد امیراحمدی به وزارت معارف پیشنهاد گردید که یک باب دارالتربیه عشایری شبانه‌روزی برای اطفال عشایر در شهر خرم‌آباد تأسیس گردد که این پیشنهاد فوراً مورد تصویب وزارت فرهنگ واقع شد. دارالتربیه دولتی عشایر لرستان در بهمن ماه ۱۳۰۷ رسماً شروع به کار کرد.
به دستور رضاشاه و توسط سپهبد امیراحمدی در سال ۱۳۰۷ مدرسه شبانه‌روزی عشایری (دارالتربیه) در خرم‌آباد تأسیس شد. در این دارالتربیه تعدادی از فرزندان سران عشایر کهگیلویه و بویراحمد نیز حضور داشتند. اولین گروه از دانش آموزان دارالتربیه عشایری خرم‌آباد ۴۰ نفر بودند. سرانجام پس از حدود یک دهه فعالیت، در شهریورماه سال ۱۳۱۶ دستور انحلال آن از مرکز صادر شد و به کار خود پایان داد.
همچنین به دنبال احداث سه باب مدرسه عشایری در قسمت جعفر بای ترکمن صحرا، دولت به فکر تأسیس دارالتربیه عشایر در تهران و بعضی از استان‌های عشایرنشین افتاد تا اولاد عشایر را بهتر بتواند در مدرسه شبانه‌روزی تحت تعلیم و تربیت خاص خود قرار دهد. در بودجه سال ۱۳۰۷ خورشیدی کل کشور مبلغ ۳۰۰۰۰ تومان برای تربیت اولاد عشایر منظور شده و جهت هزینه در اختیار وزارت معارف و اوقاف وصنایع مستظرفه قرار گرفت. حکومت پهلوی به دنبال احداث مدارس پسرانه در مناطق جعفر بای ترکمن صحرا و دارالتربیه عشایر در تهران، تصمیم به تأسیس مدارس دخترانه در «گمش تپه» گرفت. در پی اعتراض و مخالفت علمای گمش تپه با تأسیس مدارس اناثیه، دفتر مخصوص شاهنشاهی که ریاست آن با «حسین شکوه» (شکوه الملک) بود طی نامه محرمانه‌ای در تاریخ چهارم مهر ۱۳۰۸ خورشیدی به وزارت معارف و اوقاف درخواست نمود که از تأسیس مدرسه اناثیه (دخترانه) در صحرای ترکمن جلوگیری شود. بر اساس مدارک موجود در مرکز اسناد ملی، عده محصلین دارالتربیه عشایری تهران در فروردین ۱۳۱۳ خورشیدی ۳۱ نفر بوده‌اند که پنج نفر آن‌ها از الوار، پنج نفر کرد، یک نفر شاهسون و بقیه ترکمن (۲۰نفر) بوده‌اند. نهایتاً در تاریخ مرداد ۱۳۱۵ خورشیدی دارالتربیه عشایری از اداره تعلیمات مرکز و امتحانات منتزع و به اداره تعلیمات ولایات تحویل می‌گردد.
بنابراین در این دوران، مدرسه عشایری در منطقه ترکمن صحرا، خرم‌آباد، و همچنین دارالتربیه عشایری تهران راه‌اندازی شد. برخی منابع، تأسیس مدرسه عشایری (دارالتربیه عشایری) را به علی اصغر حکمت (از وزرای معارف دوران رضاشاه) نسبت می‌دهند. از آنجا که علی اصغر حکمت در سال ۱۳۱۲ به وزارت فرهنگ رسید، به نظر می‌رسد قبل از ایشان هم آموزش عشایری و مدارس عشایری در سیستم دولتی ایران وجود داشته‌است.
با توجه به مشکلات موجود و کافی نبودن فعالیت مدارس عشایری شبانه‌روزی (دارالتربیه‌ها) برای پوشش دادن به تمامی نیازهای جامعه کوچرو عشایری، دولت ایران در کنار مدارس شبانه‌روزی، ایده ایجاد مدارس به صورت سیار و کوچرو همراه با خانوارهای عشایری را مد نظر قرار داد. البته با توجه به بحران‌های سیاسی و تحولات جنگ جهانی دوم و همچنین شرایط نامناسب اقتصادی کشور، این برنامه‌ها برای مدتی راکد ماند و حتی مدارس شبانه‌روزی (دارالتربیه‌ها) نیز تعطیل شد. سازمان‌های مسئول ایرانی از مدت‌های طولانی به ضرورت آموزش مدرن و مجانی برای عشایر پی برده بودند اما کمبود بودجه مانع این کار شده بود.

### تأسیس مدارس عشایری در دشت مغان به وسیله دولت ایران- سال ۱۳۲۷
دولت در سال‌های پس از جنگ جهانی دوم، مجدداً برنامه‌ای آموزشی خود را پیگیری می‌کند و درصدد توسعه مدارس دولتی در تمام کشور، به ویژه مناطق عشایری بر می‌آید و این سیاست در مغان هم پیگری می‌شود. گسترش مدارس دولتی در مغان به صورت جدی به سال ۱۳۲۷ و بعد از آن بر می‌گردد. به دنبال این طرح، اولین مدرسه دولتی منطقه عشایری پارس‌آباد مغان در سال ۱۳۲۷ در بین طایفه حسن خانلو و در روستای محمدرضالو دایر می‌شود و آقای رستم‌زاده به عنوان اولین مدیر و معلم این مدرسه که «دبستان دولتی بوعلی حسن خانلو» نامیده می‌شد انتخاب می‌شود. در ادامه این فعالیت‌ها، برای عشایر این منطقه، مدارس دیگری نیز راه‌اندازی شد. در همین سال اولین مدرسه دولتی موران (دبستان دولتی بیرونی موران) هم در بین عشایر این منطقه و در روستای ظاهر (ظاهر آلی کندی) ایجاد می‌شود. برای افراد طایفه آلارلو هم در سال ۱۳۲۷ مدرسه‌ای بنام «رازی» در روستای «بل داشی» دایر می‌شود. برای طایفه «قوجابیلی» هم در همین سال مدرسه‌ای بنام «خیام» در روستای «قالا برزند» دایر می‌شود. در سال ۱۳۲۸ برای طایفه‌های «خلیفه لو» و «مدد لو» دو مدرسه در روستاهای «تولون» و «زینگیر» بنامهای خاقانی تولون و بیهقی زینگیر دایر می‌شود. در همین سال مدرسه دیگری در منطقه عشایری قشلاق دشت امروزی در شاه آباد مغان (جعفرآباد مغان امروزی) دایر شده‌است. در سال ۱۳۲۹ هم مدرسه عشایری دیگری در روستای «دیزده» بنام مدرسه پانزده بهمن شروع به فعالیت نموده‌است.

### طرح احداث مدارس عشایری در فارس توسط برادران قشقایی- ۱۳۲۹
بنابر اسناد موجود، با آرام گرفتن اوضاع سیاسی قشقایی‌ها، در زمان حضور خسرو خان قشقایی به عنوان نماینده فیروزآباد در دوره شانزدهم مجلس و ناصرخان قشقایی در مجلس سنا، برادران قشقایی توانستند ضمن افزایش نفوذ و اقتدار سیاسی خود، با نزدیکی به مراکز قدرت در راستای بهبود اوضاع اجتماعی و اقتصادی ایل قشقایی و مناطق همجوار اقداماتی انجام دهند. خوانین قشقایی در سال ۱۳۲۹ پیشنهادهایی مانند طرح جاده شیراز- فیروزآباد- بوشهر، طرح کارخانه قند آباده، طرح سد رودخانه قره قاج و همچنین طرح احداث سه باب دارالتربیه عشایری در شهرستان‌های شیراز، فسا و فیروزآباد را به دولت ارائه دادند؛ بنابراین با موافقت رزم آرا در آبان ماه ۱۳۲۹، دستور پرداخت اعتبار آن صادر شد و وزارت فرهنگ، طرح احداث دارالتربیه‌های عشایری فوق را به تصویب رساند. به این ترتیب، وزارت فرهنگ تصویب کرد که به منظور ارائه خدمات آموزشی به فرزندان عشایر فارس، سه دستگاه مدرسه شبانه‌روزی به نام دارالتربیه عشایری در شهرهای شیراز برای ایل بویراحمد، فیروزآباد برای برای ایل قشقایی و فسا برای ایل عرب خمسه احداث شود. از این رو ناصرخان با احداث یک قطعه زمین از املاک خود واقع در ناصرآباد فیروزآباد به مساحت یازده هزار مترمربع تلاش کرد این طرح را عملی سازد. اما به رغم احداث قسمتی از ساختمان مدتی بعد به علت کسری بودجه دولت متوقف شد و پس از حوادث سیاسی سال ۱۳۳۲ کلا به فراموشی سپرده شد. برادران قشقایی علاوه بر جلب نظر دولت به منظور اختصاص بودجه برای طرح‌های عمرانی، خود نیز با سرمایه شخصی تأسیساتی نظیر ساخت یک بیمارستان و یک باب مدرسه در شهر فیروزآباد که مقر اصلی قشقایی‌ها بود، به راه انداختند. چنین به نظر می‌رسد که سران قشقایی به دلیل ارتباطی که با جوامع مدرن داشتند دریافته بودند که شیوه زندگی کهن ایلی دیگر پاسخگوی نیازهای جهان آینده نیست.

### تأسیس اولین مدارس سیار عشایری توسط دولت ایران به وسیله دکتر حسابی- سال ۱۳۳۰
با آرام گرفتن اوضاع پس از جنگ جهانی دوم و تثبیت وضعیت دولت، فعالیت‌های آموزش عشایری پس از چند سال وقفه به خاطر جنگ، مجدداً به وسیله دولت ایران از سر گرفته شد. با توجه به تجربه مدارس عشایری (طی سال‌های ۱۳۰۷ تا زمان جنگ جهانی دوم)، پس از انجام برنامه‌ریزی‌های لازم برای ایجاد مدارس سیار و توسعه مدارس شبانه‌روزی عشایری (دارالتربیه)، نهایتاً در سال ۱۳۳۰ نخستین مدارس سیار عشایری نیز در استان کهگیلویه و بویراحمد به وسیله دکتر محمود حسابی، به شکل رسمی پایه‌گذاری شد تا در کنار مدارس شبانه‌روزی عشایر (دارالتربیه‌ها) فعالیت کند؛ بنابراین بنیان‌گذار مدارس سیار عشایری در سیستم اداری ایران، دکتر محمود حسابی است. وی که در سال ۱۳۳۱ به عنوان وزیر فرهنگ در کابینه دکتر مصدق فعالیت می‌کرد، اقدام به ایجاد مدارس نوین عشایری نمود.
نشریه حافظ در شماره بهمن ماه سال ۱۳۹۰ مقاله‌ای را منتشر نموده که در آن آقای بهمن بیگی طی نامه‌ای، دکتر حسابی را مؤسس نخستین مدارس سیار عشایری معرفی نموده‌است. در این مقاله به اذعان اسناد موجود، چند سال پعد از برنامه‌ریزی و برپایی مدارس سیار عشایری توسط دکتر حسابی، تعدادی از معلمین شاغل در مدارس سیار عشایری، به دایره تعلیمات عشایر از برنامه‌های آموزش عشایری اصل چهار ترومن در ایران، می‌پیوندند.
«در سال ۱۳۳۱ آقای پروفسور حسابی، وزیر فرهنگ دکتر مصدق درحالی‌که هیچگونه راه ارتباطی شوسه و خاکی قابل استفاده در استان کهگیلویه و بویراحمد وجود نداشت (البته راه قدیمی کلنگ ساز زمان رضاشاه تخریب شده و نیاز به بازسازی داشت) با هواپیمای دو نفره آمد و ۶ نفر را با صلاحیت لازم به عنوان معلم عشایر انتخاب کرد که در واقع آن‌ها هسته آموزش عشایر را شکل دادند. هواپیمای دکتر حسابی در فرودگاه دست سازی که با بیل و کنلگ در یاسوج درست کرده بودند به زمین نشست. سپس با مشورت با بزرگان بویراحمد ۶ نفر از افراد باسوادی که از مدرسه نوین دوره رضاشاه ۲۰–۱۳۱۲ فارغ‌التحصیل شده بودند و مدرک ششم ابتدایی داشتند، فی‌المجلس از آن‌ها از حساب، هندسه، املا، معلومات عمومی، تفسیر متن و غیره شخصاً امتحان گرفت و ۶ نفر را بدون گذراندن دوره دانشسرا مستقیماً به آموزگاری برگزید. این شش نفر نه آموزش دیدند و نه به دانش‌سرا رفتند اما پروفسور حسابی از آن‌ها امتحان گرفت در امتحان قبول شدند و به عنوان معلم شروع به کار کردند. بعد از کودتای ۲۸ مرداد که اصل ۴ آمریکا در آن نقش کلیدی داشت، دکتر مصدق سرنگون و آموزش عشایر به مرحوم بهمن‌بیگی واگذار شد».

### توسعه مدارس سیار عشایری به وسیله اصل چهار ترومن- از سال ۱۳۳۲
در سال ۱۳۳۲ کمیسیون اصل چهار ترومن (رئیس جهور آمریکا) در شیراز، مبادرت به تأسیس دایره تعلیمات عشایری نمود و آقای گیگن آمریکایی به‌طور مستقیم مسئول امور برنامه‌ریزی آموزش عشایری گردید. او برای تحقق اهداف خود، از فرزندان ایل نیز استفاده نمود.
اصل چهار ترومن توسط آمریکایی‌ها برای جلوگیری از سقوط کشور ایران به دامان کمونیسم اجرا شد. فعالیت‌های اصل چهار همراه با سایر برنامه‌های تبلیغاتی آمریکا توانست مردم ایران را در برابر نفوذ کمونیسم مقاوم سازد. صدها پروژه آموزشی، بهداشتی در ایران اجرا شد. برنامه اصل چهار، منابع مالی این پروژه‌ها و ابزار کار، ماشین آلات و متخصصین مربوطه را تأمین می‌کرد. بر حسب گزارش‌هایی که بعداً انتشار یافت اصل چهار سالانه بین ۱۸ تا ۲۵ میلیون دلار برای کمک‌های فنی و حرفه‌ای در ایران هزینه می‌کرد. پس از خاتمه فعالیت اصل چهار در ایران، اسناد مربوطه تحویل نخست وزیر وقت ایران (منوچهر اقبال) شد.
بنابراین، مدارس عشایری به کمک و یاری اصل چهار آمریکا تحت نظر و ریاست آقای گیگن در ایران توسعه یافت. آقای بهمن بیگی که در استخدام این مؤسسه بوده، تحت مدیریت مسئول آموزش اصل چهار در شیراز در زمینه تعلیمات عشایری در ایل قشقایی فعالیت داشته‌است.

## برنامه آموزش عشایر اصل چهار و توسعه مدارس سیار عشایری در کشور

### امضای اصل چهار ترومن و کمک‌های فنی به ایران- سال۱۳۲۹ شمسی
دو ماه پس از اینکه در ماه ژوئن ۱۹۵۰ (سال ۱۳۲۹شمسی) هری ترومن رئیس‌جمهور آمریکا قانون «اقدامات برای توسعه جهانی» را امضا کرد، دکتر فرانکلین هریس عازم مذاکره برای یک توافقنامه جهت ارائه کمک‌های فنی به دولت ایران شد. در ماه اکتبر همان سال، سفیر آمریکا آقای هنری گریدن و علی رزم آرا نخست وزیر ایران «برنامه همکاری‌های فنی برای توسعه روستایی» را امضا کردند. این برنامه اولین توافقنامه بین‌المللی اصل چهار بود.

### نقش دانشگاه BYU یوتا در آموزش عشایری و اعزام کارشناسان آموزشی به ایران-سال ۱۳۳۰
پس از امضای این توافقنامه، دولت آمریکا از دانشگاه بریگم یانگ BYU-Brigham Young University در شهر «پراوو» در ایالت یوتا برای مشارکت در برنامه اصل چهار در ایران دعوت کرد. برنامه اصل چهار ابتدا تحت مدیریت آقای فرانکلین هریس بود که قبلاً به مدت ۲۴ سال به عنوان رئیس دانشگاه BYU خدمت کرده بود. دولت آمریکا نقش این دانشگاه و کالج کشاورزی دانشگاه ایالتی یوتا را به عنوان برنامه‌ریزی، به کارگیری نیروی انسانی و اجرای برنامه اصل چهار تعیین نمود. دانشگاه BYU چهار گروه کارشناس آموزشی (آموزشگر) را برای کمک به اصلاح ضعف‌های سیستم آموزشی ایران اعزام نمود. گروه اول متشکل از شش آموزشگر در سال ۱۹۵۱ (۱۳۳۰ شمسی) جهت ارتقای آموزش ابتدایی، راه اندازی و تأسیس مدارس عشایری، و نظارت بر برنامه اجرایی اصل چهار اعزام شدند. یکی از اعضای اولین گروه کارشناسان آموزشی آقای «گلن گیگن» بود که به منظور تأسیس مدارس عشایری اعزام شد. در سال ۱۹۵۳ نیز دوازده نفر دیگر برای کمک به توسعه آموزش در مقاطع ثانویه (بالاتر از ابتدایی) در نقاط مختلف ایران اعزام شدند. در پاییز ۱۹۵۷ سومین گروه پرسنل این دانشگاه برای سایر اقدامات فرهنگی و مبحث انرژی وارد ایران شدند. همچنین نهایتاً در سال ۱۹۵۹ گروه چهارم جهت مشاوره در زمینه آموزش عالی اعزام شدند. این گروه‌ها در ایجاد و به روز رسانی برنامه‌های آموزشی بسیار موفق بودند.

### برنامه‌ریزی آموزش عشایری در ایران به وسیله اصل چهار- از ۱۳۳۰ تا ۱۳۳۲
اولین حرکت برای برنامه‌ریزی و تأسیس آموزش عشایری در ایران به وسیله گلن گیگن در ۱۹۵۳ پس از انجام یک مطالعه صحرایی (نظرسنجی) در خصوص نیازهای عشایر طی سال‌های ۱۳۳۰ تا ۱۳۳۲ شمسی، انجام شد. آقای گیگن می‌نویسد: «باید حس تعلق عشایر به ایران و به منطقه‌ای که در آن زندگی می‌کنند تقویت شود. هیچ‌یک از این اهداف بدون داشتن مردم تحصیل کرده عشایر ممکن نمی‌شود.» سازمان‌های مسئول ایرانی از مدت‌های طولانی به ضرورت آموزش مدرن و مجانی برای عشایر پی برده بودند اما کمبود بودجه مانع این کار شده بود. سازمان اصل چهار برای کمک‌های فنی به ایران، با کمک دلارهای آمریکا و نظرات کارشناسان آمریکایی این طرح را به واقعیت تبدیل کرد و زمستان امسال (سال ۱۹۵۴) تعداد ۹۵ مدرسه سیار عشایری در استان فارس فعالیت می‌کنند. سازمان‌های مسئول ایران امیدوارند که آموزش عشایر بتواند آغازی برای اسکان عشایر، رو آوردن به کاشت اراضی و پرداخت مالیات همانند سایر شهروندان باشد.
در اثر فعالیت بسیار مؤثر اصل چهار در ایران، برنامه‌های آموزشی در عشایر، روستاها و شهرها به‌طور چشمگیری توسعه یافت و این برای کارشناسان آموزشی دانشگاه BYU افتخار بزرگی بود.

### مطالعات صحرایی کارشناسان آمریکایی
بر اساس نتایج مطالعه صحرایی (نظرسنجی) که از ورود کارشناسان آموزشی در سال ۱۹۵۱ تا سال ۱۹۵۳ صورت گرفت، آقای گیگن دریافت که مردان باسواد شهری، معلمین مناسبی برای عشایر نیستند. آقای گیگن در سال ۱۹۵۳ (۱۳۳۲ شمسی) می‌نویسد: «معلم عشایری باید با خانواده‌هایی که برای تدریس به آن‌ها می‌رود آشنا و شناخته شده باشد، توسط خان پذیرفته شده باشند و تمایل داشته باشند که در ایل بمانند و در فعالیت‌های روزمره عشایری مشارکت نمایند؛ بنابراین یک پسر شهری هر چند هم که معلم خوبی باشد برای اینکار مناسب نیست. همچنین مسیر کوچ برخی طوایف عشایر قشقایی بسیار طولانی است. مثلاً طایفه شش بلوکی در هر مسیر کوچ (ییلاق تا قشلاق) حدود ۴۰۰ مایل طی می‌کند؛ بنابراین مدرسه عشایری باید سبک و قابل حمل باشد. یک چادر کوچک برای نشستن ۲۰ کودک، یک فرش، یک تخته سیاه، یک میز برای معلم و کتاب برای این مدرسه سیار کافی است. چنین مدرسه‌ای در مدت ده دقیقه قادر به بارگیری و حمل بر پشت اسب خواهد بود.

### تأسیس مدارس عشایری اصل چهار با کمک رؤسای طوایف- سال ۱۳۳۲
پس از انجام مطالعات و بررسی‌های لازم، راه اندازی مدارس عشایری توسط اصل چهار آغاز شد. آقای گیگن کارهای اولیه خود را با خودروی جیپ یا بر پشت اسب به انجام رساند و گاهی برای یک ملاقات تا ده روز بر زین اسب، در مراتع طبیعی کوه‌های زاگرس در بین ایلات بود. آقای گیگن دریافت که هیچ مدرسه‌ای برای قشرها کم درآمد ایل وجود ندارد. او برای تأسیس اولین مدارس عشایری، مستقیماً به رؤسای ایلات مراجعه کرد. گیگن می‌نویسد: «روسای ایلات به انتخاب مردانی با قابلیت بالا جهت خدمت به عنوان معلم کمک کردند و آن افراد به دوره‌های آموزشی مخصوص معلمین فرستاده شدند. با وجودی که پول و تجهیزات برای این مدارس از طرف بودجه اصل چهار آمریکا تأمین شده است، اما رؤسای طوایف قشقایی تقبل کردند که خود پرداخت حقوق معلمان را به عهده بگیرند».
در این زمان آقای بهمن بیگی به عنوان یک فرد محلی، برای همکاری و تسهیل کمک رسانی آمریکایی‌ها و همچنین مترجم کارشناسان آمریکایی اصل چهار بود. آقای بهمن بیگی می‌نویسد: «خوشبختانه در راستای پیشرفت‌های فرهنگی مملکتی عده‌ای از ثروتمندان عشایر فارس به ندای من پاسخ مثبت دادند و تقبل کردند حقوق بیش از یکصد نفر معلم را شخصاً بپردازند. سپس با تلاش فراوان از میان روستاهایی که در مسیر ایلات بودند معلم کافی برای ایجاد ۷۹ مدرسه سیار پیدا کردم.».

### راه اندازی دوره‌های آموزشی برای تربیت معلمین عشایری توسط اصل چهار ترومن- سال ۱۳۳۲
در طول مدت سه سال کار مدارس عشایری اصل چهار ترومن، چون معلمان منتخب از ایلات و روستاییان مسیر کوچ عشایر قشقایی بوده و فاقد صلاحیت علمی و تجربی کافی بودند، اصل چهار ترومن برای آماده‌سازی افراد منتخب به عنوان معلم، دوره‌های آموزشی کوتاه مدت در نظر گرفته بود. مدت این دوره‌ها سه هفته و محل تشکیل آن در شیراز بوده‌است. تهیه تمام تجهیزات و ادوات لازم و همچنین برنامه‌ریزی و برگزاری این دوره‌ها را اصل چهار ترومن به عهده داشت. برای آموزش و تدریس به زبان فارسی از کارکنان ایرانی اصل چهار از جمله آقای بهمن بیگی و همچنین از آموزش و پرورش فارس کمک گرفته می‌شد. آقای حمزه رزمجویی از اولین بازرسان تعلیمات عشایر می‌گوید: «در سال۱۳۳۲ که با پدرم در منزل الیاس خان کشکولی بودیم، ناصرخان قشقایی که آن زمان سناتور بود با عده‌ای برای رایزنی به منزل الیاس‌خان آمدند. در این بین دنبال تعدادی افراد باسواد در ایل می‌گشتند و عده‌ای را جمع نموده و در باغ ارم که آن زمان متعلق به خوانین قشقایی بود دورهٔ آموزشی تشکیل‌دادند و بعد از مدتی آن‌ها را برای باسوادکردن افراد، به ایل تزریق نمودند». بنابراین در ابتدای شروع کار مدارس عشایری، ناصر خان قشقایی، باغ ارم شیراز که ملک شخصی شان بود را به برگزاری دوره‌های آموزشی معلمین عشایری اختصاص داد. پس از کودتای ۲۸ مرداد که خوانین قشقایی تبعید شدند و اموال آن‌ها از جمله باغ ارم توسط دولت مصادره شد، دیگر ادامه این دوره‌های آموزشی در باغ ارم مقدور نبود و اصل چهار ترومن ادامه این دوره‌ها را در آموزش و پرورش فارس برگزار نمود.

### خاتمه فعالیت اصل چهار و تحویل مدارس عشایری به آموزش و پرورش فارس-سال ۱۳۳۶
آقای «دین اندرو پیترسون» یکی از اعضای اولین گروه اعزامی از سوی دانشگاه BYU می‌نویسد: در سال ۱۳۳۰ (۱۹۵۱ میلادی) مدتی بعد از ورود گروه کارشناسان آموزشی به ایران، مأموریت آقای هریس در ایران خاتمه یافت و به جای او، آقای «ویلیام وارن» به عنوان مدیر کشوری اصل چهار تعیین و به ایران آمد. آقای وارن سابقه فعالیت در وزارت امور خارجه آمریکا را به مدت شانزده سال داشت.
آقای وارن حدود ۴ سال در ایران فعالیت کرد. سپس این پست به آقای «کلارک گریگوری» رسید که تا پایان فعالیت اصل چهار در سال ۱۳۳۶ ادامه یافت. در سال ۱۳۳۶ اموال اصل چهار به دولت ایران انتقال یافت. البته در واقع نام اصل چهار به «هیئت عمران بین‌المللی آمریکا» تغییر یافت و آقای «هری بارن» جایگزین آقای «کلارک گریگوری» شد؛ بنابراین فعالیت اصل چهار در زمینه آموزش عشایری به شکل محدودتر و در قالب نظارت فنی به جای همکاری اجرایی، پیگیری شد. آقای کلارک گریگوری در زمان خاتمه کار اصل چهار و ترک ایران (سال ۱۳۳۶) نشان درجه سه همایون را به خاطر آموزش مردم ایران و بالا بردن سطح زندگی آن‌ها از دولت ایران دریافت کرد.
مدارس عشایری اصل چهار به مدت سه سال تا زمان خاتمه فعالیت اصل چهار در ایران با موفقیت فعالیت کردند. پس از خاتمه اصل چهار و تحویل تمام اسناد و مدارک و تجهیزات به دولت ایران، ادامه کار مدارس عشایری به دولت ایران (آموزش و پرورش فارس) سپرده شد. آقای بهمن بیگی می‌نویسد: «سه سال از عمر این مدارس گذشت و پیشرفت دانش آموزان امیدبخش بود. در شرایط جدید، با توجه به وضع نامعلوم معلمان و مشکلاتی که در خصوص پرداخت حقوق معلمان به وجود آمد، اولیای آموزش و پرورش فارس برای بقای دبستان‌های عشایری دست به کار شدند و معلمان دانشسرا دیده را جایگزین معلمان سابق کردند؛ ولی پس از یک سال (در سال ۱۳۳۷) مسلم شد که جوانان شهری به هیچ وجه قدرت کار و زندگی در مناطق عشایری را ندارند؛ بنابراین به این نتیجه رسیدیم که برای تعلیم و تربیت فرزندان عشایر راهی جز توسل به دامن همان معلمان محلی و ایلی نیست.»

### تأسیس دانشسرای عشایری توسط آموزش و پرورش فارس-سال ۱۳۳۶
پس از سه سال فعالیت موفق مدارس عشایری و دوره‌های تربیت معلمین عشایری، هم‌زمان با خاتمه کار برنامه اصل چهار ترومن، دوره‌های آموزشی برای تربیت معلمین عشایری نیز متوقف شد. با توجه به خاتمه فعالیت اصل چهار و تحویل مدارس عشایری به دولت ایران، به گفته آقای بهمن بیگی: «آموزش و پرورش فارس برای جلوگیری از تعطیل شدن مدارس عشایری، طرح تأسیس دانشسرای عشایری را از شورای عالی فرهنگ گذراند. به این ترتیب در سال ۱۳۳۶ دانشسرای عشایری در شیراز تأسیس شد و تاکنون (مهرماه ۱۳۵۱ شمسی) ۲۰۴۰ نفر فارغ‌التحصیل از این دانشسرا به طوایف مختلف عشایر کشور اعزام شده است».

### خاتمه فعالیت «هیئت عمران بین‌المللی آمریکا» و تأسیس مدرسه شبانه‌روزی عشایری در شیراز-سال ۱۳۴۶
سازمان «هیئت عمران بین‌المللی آمریکا» تا سال ۱۳۴۶ شمسی در ایران فعال بود. تا جایی که مدیر آن اعلام کرد در دهه ۱۹۶۰ میلادی ایران به‌طور چشمگیری پیشرفت نموده است و در سال ۱۹۶۸ در میهمانی سفیر ایران در آمریکا (آقای هوشنگ انصاری) به‌طور رسمی خاتمه فعالیت اصل چهار و سازمان عمران بین‌المللی آمریکا اعلام شد. در این زمان پس از توسعه موفق مدارس سیار عشایری توسط اصل چهار ترومن، آمریکایی‌ها به‌طور کامل از برنامه آموزشی کشور خارج شده و دولت ایران متولی تمام این فعالیت‌ها گردید؛ بنابراین، دولت ایران برای ادامه فعالیت‌ها، سیاست احداث دارالتربیه عشایری (مدارس شبانه‌روزی عشایری) را نیز مجدداً مد نظر قرار داد. بعد از خاتمه کامل حضور آمریکایی‌ها در برنامه‌های آموزشی کشور، به گفته آقای بهمن بیگی: «شاهنشاه آریامهر و شهبانوی گرامی از مدارس عشایری و کار معلمان بازدید کردند و پس از مشاهده پیشرفت‌های آنان، امر مقرر فرمودند که در شیراز دبیرستانی تأسیس شود که سالانه عده‌ای از فرزندان مستعد و بی بضاعت که از مدارس ابتدایی فارغ‌التحصیل می‌شوند در آنجا به تحصیلات دبیرستانی ادامه دهند. این دبیرستان در سال ۱۳۴۶ در شیراز تأسیس شد و تاکنون (مهرماه ۱۳۵۱ شمسی) تعداد ۵۷۵ نفر از دختران و پسران مستعد و کم‌بضاعت عشایری را که در کلاس اول تا پنجم متوسطه و دوره راهنمایی تحصیل می‌کنند به‌طور شبانه‌روزی نگهداری می‌نماید.

### تصویب برنامه آموزش عشایردر سیستم دولتی ایران
همزمان با فعالیت‌های اصل چهار ترومن در ایران و همکاری‌های دوجانبه بین آموزش و پرورش و اصل چهار جهت توسعه مدارس عشایری، به تدریج در سیستم دولتی ایران نیز آموزش عشایری نهادینه شد؛ بنابراین در ادامه برنامه‌های اصل چهار ترومن، اداره کل فرهنگ (آموزش و پرورش) استان فارس در زمستان ۱۳۳۲ برنامه‌ای برای آموزش عشایر با پنج اصل تهیه نمود و در نهایت، طرح تعلیمات عشایر در هشت‌صد و نودمین نشست شورای عالی فرهنگ در تاریخ ۱۰ دی ۱۳۳۴ به تصویب رسید. پس از خاتمه کار اصل چهار و تحویل مدارس عشایری به دولت ایران، «دایره تعلیمات عشایر» به عنوان یکی از ادارات داخلی آموزش و پرورش فارس تا زمان خاتمه فعالیت «هیئت عمران بین‌المللی آمریکا» فعال بود. پس از آن، دایره تعلیمات عشایر مبدل به اداره کل شد و به کار خود ادامه داد. برپایی مدرسه‌های عشایری به عشایر استان فارس محدود نشد و فرزندان عشایر از ایل‌های آذربایجان تا مرزهای شمال شرقی خراسان، از نعمت مدرسه و سواد برخوردار شدند.
بر پایهٔ برنامهٔ آموزش عشایر (۱۳۳۴)و برنامه‌های بعدی نظیر طرح تأسیس دانشرای عشایری (۱۳۳۶) و همچنین طرح تأسیس مدرسه شبانه‌روزی در شیراز(۱۳۴۶)، باید برای پایه‌های اول تا چهارم مدرسه‌های سیار و برای پایه‌های پنجم تا نهم مدرسه‌های شبانه‌روزی بر پا می‌شد. همچنین، باید یک مدرسهٔ تربیت معلم ویژهٔ عشایر برای جذب دانش‌آموزان با مدرک پایان کلاس نهم ساخته می‌شد و گروهی برای نظارت بر مدرسه‌های چادری نیز به وجود می‌آمد. با وجود این، ابتدا تنها به برپایی مدرسه‌های چادری و کار نظارت بسنده شد و ۷۸ مدرسه در ایلات و عشایر راه اندازی شد. ادارهٔ این مدرسه‌ها به آقای بهمن‌بیگی و دو ناظر دیگر، بیژن بهادری کشکولی و نادر فرهنگ دره‌شویی، سپرده شد.

### ایجاد اداره کل آموزش عشایر-سال ۱۳۴۸
تا سال ۱۳۴۷ آموزش عشایر یکی از ادارات داخلی آموزش و پرورش فارس بود. از سال ۱۳۴۸ این اداره از آموزش و پرورش فارس منتزع و به اداره کل آموزش عشایر کشور که مرکز آن بر حسب اقتضا شیراز تعیین شده‌است تبدیل گردید. به این ترتیب آقای بهمن بیگی به عنوان مدیر کل آموزش عشایر انتخاب شد و تا زمان انقلاب در همین سمت باقی ماند.

## پی‌نوشت
1. ↑  وصاف الحضره، تحریر تاریخ وصاف، به قلم عبدالمحمد آیتی، مؤسسه مطالعات و تحقیقات فرهنگی، 1372.
2. ↑  حسین حاتمی (۲۵ مرداد ۱۳۹۱). «جنبش مدرسه سازی در ایران عصر ایلخان (مراکز علمی و آموزشی ایران در عصر ایلخانان و تأثیر آن در فرهنگ و تمدن اسلامی–ایرانی». مجتمع آموزش عالی امام خمینی. بایگانی‌شده از اصلی در ۸ سپتامبر ۲۰۱۴.
3. ↑  یادمانده‌ها، خاطرات محمدحسین قشقایی، تهران، انتشارات فرزان، ۱۳۸۵
4. ↑  سکندر امان‌اللهی بهاروند، کوچ نشینی در ایران، تهران:بنگاه ترجمه و نشر کتاب، ۱۳۶۰
5. ↑  امان‌اللهی بهاروند، سکندر، ۱۳۶۰، کوچ نشینی در ایران، تهران:بنگاه ترجمه و نشر کتاب
6. 1 2 3  http://www.bayragh.ir/modules/smartsection/item.php?itemid=375
7. 1 2  سایت استان کهگیلویه و بویر احمد، دکتر ساعد حسینی اولین پزشک استان، تاریخ درج مقاله 18/5/1393، تاریخ بازدید 16/6/1393، http://k-b.ir/290860 بایگانی‌شده  در ۱۲ سپتامبر ۲۰۱۴ توسط Wayback Machine
8. 1 2  Ernest L. Wilkinson, Brigham Young University, the First One Hundred Years, Volume 4, 1976, Page 357
9. 1 2 3 4 5  Vincent Buist, Point Four Aid Helps Educate Nomads as It Stabilizes Iran, Toledo Blade Newspaper, Toledo Ohio, December 30, 1954
10. 1 2  مقاله تاریخچه آموزش و پرورش مغان، سید محمد ابراهیمی، نشریه نوید آذربایجان، 1389
11. ↑  مقاله مختصری از تاریخچه آموزش و پرورش شهرستان کازرون، وبسایت سازمان آموزش و پرورش فارس- مدیریت آموزش و پرورش شهرستان کازرون، تاریخ بازدید 8/8/1393
12. ↑  http://www.seymare.com/?p=2185
13. ↑  دارالتربیه دولتی عشایر لرستان، سید فرید قاسمی، نشریهٔ لرستان شناسی شقایق، سال اول شماره2، تابستان 76
14. ↑  روزنامه اقتصاد لرستان، سال سوم، شماره 95، تاریخچه فرهنگ و آموزش در خرم‌آباد، احسان جمشیدی، 19/2/1391
15. 1 2  تاریخچه تأسیس مدارس در ترکمن صحرا، متین قزلجه، بایراق: دائرةالمعارف ترکمن، 1389
16. ↑  سید فرید قاسمی، نشریهٔ لرستان شناسی شقایق، سال اول، شماره ۲، تابستان ۷۶
17. ↑  منصور رستگار فسایی، علی اصغر حکمت شیرازی، تهران، طرح نو، ص ۱۳۰
18. ↑  پژوهشکده باقرالعلوم http://www.pajoohe.com/fa/index.php?Page=definition&UID=38324
19. ↑  منصور نصیری طیبی، نقش قشقایی‌ها در تاریخ و فرهنگ ایران، ناشر: دفتر برنامه‌ریزی اجتماعی و مطالعات فرهنگی وزارت علوم، تحقیقات و فناوری، 1388
20. ↑  کتاب: وزرای معارف ایران، احمد عبدالله‌پور، ناشر مؤلف، تهران، ۱۳۶۹، ص ۱۸۶(چاپ دوم با نام وزرای آموزش و پرورش _ وزرای معارف ایران، ۱۳۷۳ ص ۱۷۹.
21. ↑  کتاب ‹استاد عشق، نگاهی به زندگی پروفسور سید محمود حسابی، نوشته ایرج حسابی، تهران، سازمان چاپ و انتشارات، چاپ سی و دوم، ۱۳۸۷
22. ↑  http://www.noormags.ir/view/fa/articlepage/861811%7Cمقاله%5Bپیوند+مرده%5D به قلم محمد بهمن بیگی با نام پروفسور حسابی برپاکننده نخستین مدرسه سیار عشایر، صفحه 37، شماره 90 نشریه زبان و ادبیات حافظ، پایگاه مجلات تخصصی NoorMags
23. ↑  http://www.noormags.ir/view/fa/articlepage/861811%7Cمقاله%5Bپیوند+مرده%5D به قلم محمد بهمن بیگی با نام: پروفسور حسابی برپاکننده نخستین مدرسه سیار عشایر، صفحه 37، شماره 90 نشریه زبان و ادبیات حافظ، پایگاه مجلات تخصصی NoorMags
24. 1 2  اصل چهار ترومن در ایران به روایت اسناد – ۱۱، معایب اجرای طرح اقتصادی ترومن در ایران و جهان، روزنامه دنیای اقتصاد، شماره ۲۸۵۷ مورخ ۴/۲/۱۳۸۹
25. ↑  تحلیلی بر نتایج اجرای اصل چهار ترومن در ایران- مجله گزارش -دی ۱۳۷۸ - شماره ۱۰۷ نویسنده:کرباسیان، اکبر -به نقل از پایگاه محلات تخصصی نور
26. ↑  Hendershot, Clarence, 1965, White Tents in the Mountains: A Report on the Tribal Schools of Fars Provine, Communication Resources Branch, U.S AID/Iran: P1
27. ↑  Ernest L. Wilkinson, Brigham Young University, the First One Hundred Years, Volume 4, 1976, Page 358
28. 1 2  Autobiography of Dean Andrew Peterson, webpage: https://familysearch.org/photos/stories/1249645 Review Aug.20 2014
29. ↑  محمد بهمن بیگی، مقاله «پیشرفت‌های آموزش و پرورش ایران در سال‌های پس از انقلاب سفید: آموزش عشایر در ایران» ماهنامه آموزش و پرورش (تعلیم و تربیت)، شماره ۶۱، مهر ۱۳۵۱
30. ↑  مصاحبه آقای بهمن بیگی، روزنامه جام جم شماره 2874، 29/3/1389
31. ↑  ماهنامه نورباران، گفتگو با حمزه رزمجویی، نورآباد ممسنی، مرداد 1392
32. 1 2  دکتر اکبر کرباسیان، تحلیلی بر نتایج اجرای اصل چهار ترومن در ایران، نشریه گزارش شماره 107، دی ماه 1378
33. 1 2 3  محمد بهمن بیگی، مقاله «پیشرفت‌های آموزش و پرورش ایران در سال‌های پس از انقلاب سفید: آموزش عشایر در ایران» ماهنامه آموزش و پرورش (تعلیم و تربیت) شماره 61- مهر 1351
34. ↑  محمد بهمن بیگی، مقاله «پیشرفت‌های آموزش و پرورش ایران در سال‌های پس از انقلاب سفید: آموزش عشایر در ایران» ماهنامه آموزش و پرورش (تعلیم و تربیت) شماره 61- مهر 1351